# Pectinaria conchilega
Pectinaria conchilega är en ringmaskart som beskrevs av Grube 1878. Pectinaria conchilega ingår i släktet Pectinaria och familjen Pectinariidae. Inga underarter finns listade i Catalogue of Life.